# Ngưỡng mộ

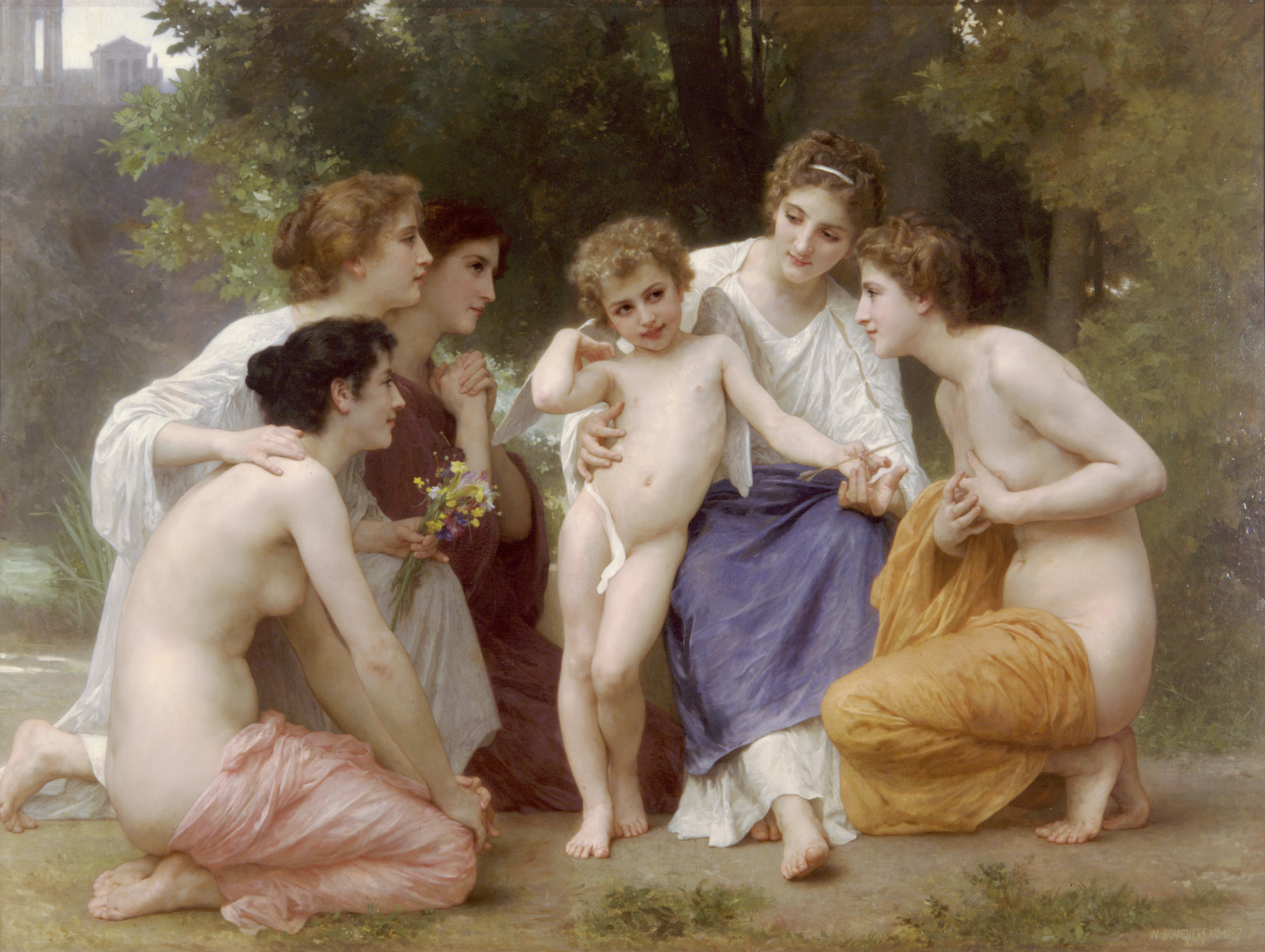
Sự ngưỡng mộ của William-Adolphe Bouguereau, 1897

Ngưỡng mộ / khâm phục là một cảm xúc xã hội cảm nhận được khi quan sát những người có năng lực, tài năng hoặc kỹ năng vượt quá tiêu chuẩn. Sự ngưỡng mộ tạo điều kiện thuận lợi cho việc học tập xã hội theo nhóm. Sự ngưỡng mộ thúc đẩy sự hoàn thiện bản thân thông qua việc học hỏi từ các hình mẫu.

## Định nghĩa
Sara Algoe và Jonathan Haidt  bao gồm sự ngưỡng mộ trong danh mục các cảm xúc ca ngợi khác, cùng với sự kính sợ, nâng cao và biết ơn. Họ đề xuất rằng sự ngưỡng mộ là cảm xúc mà chúng ta cảm thấy đối với sự xuất sắc phi đạo đức (tức là chứng kiến một hành động có kỹ năng xuất sắc), trong khi sự ngưỡng mộ là cảm xúc mà chúng ta cảm thấy đối với sự xuất sắc về đạo đức (tức là chứng kiến ai đó thực hiện một hành động vượt quá phẩm chất). Các tác giả khác gọi cả hai cảm xúc này là sự ngưỡng mộ, phân biệt giữa ngưỡng mộ kỹ năng và ngưỡng mộ đức độ. Richard Smith  phân loại sự ngưỡng mộ như một cảm xúc đồng hóa tập trung khác, khiến mọi người khao khát được giống (đồng hóa với) những người họ ngưỡng mộ. Ông đối lập sự ngưỡng mộ với sự ghen tị (một cảm xúc trái ngược tập trung vào người khác), cho rằng sự ghen tị khiến chúng ta cảm thấy thất vọng về năng lực của người khác, trong khi sự ngưỡng mộ là động lực và thúc đẩy.

## Chức năng
Việc học hỏi các kỹ năng quan trọng đến mức chúng ta có cảm nhận tích cực về những người tài năng hoặc khéo léo, để tiếp cận họ và sao chép hành động của họ. Sự ngưỡng mộ là cảm xúc tạo điều kiện cho việc học tập trong các nhóm xã hội.

## Liên quan đến khả năng đạt được
Theo quan điểm cho rằng chức năng của sự ngưỡng mộ là học hỏi và cải thiện bản thân, một số tác giả đã đề xuất rằng sự ngưỡng mộ sẽ chỉ kích hoạt khi chúng ta tin rằng chúng ta có thể cải thiện, tuy nhiên một nghiên cứu thực nghiệm đã gợi ý điều ngược lại, rằng sự ngưỡng mộ cũng giống như sự suy ngẫm thụ động về sự vượt trội của người khác, trong khi sự ghen tị là động lực thúc đẩy cảm xúc kích hoạt khi chúng ta có thể đạt được thành tích tốt hơn.